# De zaak Alzheimer (boek)
De zaak Alzheimer is een boek van Jef Geeraerts. De eerste druk van het boek verscheen in 1985 bij uitgeverij Manteau en werd bekroond met de (eerste) Gouden Strop in 1986. De thriller werd in 2003 verfilmd door Erik Van Looy.
In het boek komt het geweld op de voorgrond. Het is een van de politieromans die de auteur heeft geschreven met als hoofdpersonages hoofdcommissaris Vincke en zijn assistent Verstuyft.

## Synopsis
In de zaak Alzheimer worden Eric Vincke en Freddy Verstuyft geconfronteerd met een opeenstapeling van mysterieus opduikende lijken. Is er een seriemoordenaar aan het werk in Antwerpen? Een huurmoordenaar (Angelo Ledda) is met wat opruimingswerk bezig, en neemt zelfs contact op met de speurders. Bij het speurwerk blijkt een spoor naar een alzheimerpatiënt te leiden.
Het boek is geschreven in de typische hedonistische vlotte stijl eigen aan Geeraerts, hoofdcommissaris Vincke is ook een bourgondische levensgenieter net als de auteur. Verstuyft is een ietwat conservatieve ijzervreter. Beide trekken als magneten problemen aan tijdens hun onderzoeken, wanneer weer eens iemand van stand via een lange arm hun onderzoek probeert te manipuleren.
In De zaak Alzheimer beschrijft Geeraerts voor een breed publiek de Ziekte van Alzheimer, de irreversibele, dementerende en debiliserende hersenaandoening. De opponent van het politieduo is een oudere man die ooit naar Amerika emigreerde en er huurmoordenaar werd. Deze man lijdt aan de ziekte.
Geeraerts heeft voor dit boek zijn research weer zeer grondig gedaan, niet enkel krijgen we een inzicht in de ontwikkeling van een alzheimerpatiënt, en in de wetenschappelijk achtergrond bij zijn ziekte, de auteur levert ons ook een uniek inzicht in de politionele onderzoekstechnieken van de FBI, en de forensisch-wetenschappelijke methoden die onder meer in Quantico, het opleidings- en wetenschappelijk onderzoekscentrum van de FBI, worden uitgewerkt. Hij spreekt onder meer over profiling (profilering) van serie-misdadigers.